# Калиниченко, Елена Николаевна
Елена Николаевна Калиниченко (бел. Калінічэнка Алена Мікалаеўна; род. 17 февраля 1948) — советский и белорусский учёный-химик, доктор химических наук (2000), член-корреспондент Академии наук Белоруссии (2014). Лауреат Государственной премии Республики Беларусь (2004).

## Биография
Родилась 17 февраля 1948 года в Гомеле, Белорусской ССР.
С 1966 по 1971 год обучалась на химическом факультете Белорусского государственного университета. С 1973 по 1976 год обучалась в аспирантуре Института физико-органической химии АН Белорусской ССР.
С 1971 по 1973 год на научной работе в Институте физико-органической химии АН Белорусской ССР в качестве стажёра-исследователя и младшего научного сотрудника в отделе биоорганической химии.
С 1973 года на научно-исследовательской работе в Институте биоорганической химии АН Белорусской ССР — Академии наук Белоруссии: с 1973 по 1979 год — младший научный сотрудник, с 1979 по  1993 год — старший научный сотрудник, с 1993 по 2000 год — ведущий научный сотрудник, с 2000 по 2003 год — главный научный сотрудник, с 2003 по 2005 год —  руководитель лаборатории и с 2005 по 2008 год — руководитель отдела органической химии. С 2008 года —
заместитель директора этого института по научной и инновационной работе. С 2013 года одновременно с научной работой являлась научным руководителем  Научно-производственного центра «ХимФармСинтез». 

### Научно-педагогическая деятельность и вклад в науку
Основная научно-педагогическая деятельность Е. Н. Калиниченко была связана с вопросами в области органической химии и органического синтеза, занималась исследованиями в области биологической активности аналогов нуклеозидов, занималась разработкой технологии промышленного производства лекарственных средств и субстанций, для лечения онкогематологических заболеваний, в том числе таких как децитабин, пеметрексед, цитарабин, азацитидин, флударабел и лейкладин.
В 1977 году защитила кандидатскую диссертацию по теме: «Трансформации рибонуклеозидов под действием хлорангидрида ацетилсалициловой кислоты», в 2000 году защитила докторскую диссертацию на соискание учёной степени доктор химических наук по теме: «Синтез, стереохимия и биологические свойства модифицированных олигоаденилатов и их структурных фрагментов».  В 2014 году она был избрана член-корреспондентом Академии наук Белоруссии. Е. Н. Калиниченко было написано более двухсот пятидесяти научных работ в том числе монографий и шести свидетельств на изобретения, его научные статьи публиковались в ведущих мировых научных журналах. В 2004 году за свою работу «Химико-энзиматическая модификация компонентов нуклеиновых кислот и биохимическое моделирование как научно-практическая основа поиска, создания и производства противовирусных И противоопухолевых лекарственных средств» Е. Н. Калиниченко была удостоена Государственной премии Республики Беларусь.

## Основные труды
- Трансформации рибонуклеозидов под действием хлорангидрида ацетилсалициловой кислоты / АН БССР. Ин-т физ.-орган. химии. - Минск:  1977. - 21 с.[4]
- Conformational analysis of 3'-fluorinated A2'-5'A2'-5'A fragments. Relation between conformation and biological activity / Eur. J. Biochem. – 1994, 221, 759-768
- Anuniversal biocatalyst for the preparation of base and sugar modified nucleosides via an enzymatic transglycosylation / Helv. Chim. Acta. – 2002, 85 (7), 1901-1908.
- Synthesis and Conformational Analysis of 1’- and 3’-Substituted 2-Deoxy-2-fluoro-D-ribofuranosyl Nucleosides / Helvetica Chimica Acta. – 2007. V.90. P.1818-1836
- Synthesis of nucleosides's analogues and their application as chemotherapeutic agents / Eurasian chemico-technological journal – 2013. V.15, N3. P. 189-194/
- Phospholipid derivatives of cladribine and fludarabine: Synthesis and biological properties / Bioorg. Med. Chem. – 2015. V.23, T. 13, P. 3287-3296[1]
- Синтез, стереохимия и биологические свойства модифицированных олигоаденилатов и их структурных фрагментов / НАН Беларуси, Ин-т биоорган. химии, 2000.
- Дизайн, синтез и биологические свойства ингибиторов BCR-ABL тирозинкиназы, применяемых для лечения хронического миелолейкоза / А. В. Фарина, Е. Н. Калиниченко, 2016.
- Синтез новых 6-азапиримидиновых 2'(3')-фтордезоксинуклеозидов / Т. С. Божок, Е. Н. Калиниченко, 2016.
- Синтез новых 6-N-замещенных пуриновых нуклеозидов / Е. Н. Калиниченко, Т. И. Кулак [и др.], 2018.
- Виртуальный скрининг пиррол-содержащих структурных аналогов иматиниба методом молекулярного докинга / А. В. Фарина, Е. Н. Калиниченко, 2019

## Награды
- Медаль Франциска Скорины (2022 — за многолетний плодотворный труд, высокий профессионализм, образцовое исполнение служебных обязанностей, значительный личный вклад в укрепление обороноспособности республики и обеспечение законности, развитие сельского хозяйства, транспортной и строительной отраслей, выдающиеся творческие достижения, заслуги в сфере охраны здоровья, образования, науки, культуры, искусства и спорта[5]).
- Государственная премия Республики Беларусь (2004 — за работу «Химико-энзиматическая модификация компонентов нуклеиновых кислот и биохимическое моделирование как научно-практическая основа поиска, создания и производства противовирусных И противоопухолевых лекарственных средств»).
- Премия Совета Министров Латвийской ССР (1989 — за работу «Создание и внедрение в производство противолейкозного препарата "Цитарабин"»).
- Почётная грамота Совета Министров Республики Беларусь (2003 — За цикл работ по разработке оригинальных технологий и организации производства линейки противоопухолевых препаратов)[1][2][3].